# كي شيميزو
كي شيميزو (باليابانية: 清水圭؛ بالكانا: しみず けい) هو تارينتو ياباني، ولد في 24 يونيو 1961 في يوجي في اليابان.

## وصلات خارجية
- الموقع الرسمي